# Patricia Rueda
Patricia Rueda Perelló (Málaga, 20 de noviembre de 1976) es una política y ejecutiva española. Durante casi diez años, fue la directora del Museo Automovilístico y de la Moda de Málaga.Diputada en el Congreso de los Diputados en la XIII, XIV y XV legislaturas por la Circunscripción electoral de Málaga.

## Biografía
Nacida el 20 de octubre de 1976 en Málaga. Es diplomada en educación infantil y licenciada en Publicidad y Relaciones Públicas. Tiene un máster MBA executive en Dirección de Empresas.Fue directora del Museo Automovilístico y de la Moda de Málaga.

## Trayectoria política
Actualmente, ejerce de diputada en la XV legislatura por la Circunscripción electoral de Málaga por el partido Vox. Uno de los momentos más destacables fue cuando se la expulsó y se le retiró la palabra en el Congreso de los Diputados por llamar a EH Bildu «filoetarras».